# Rue des Bons-Enfants (Paris)
Pour les articles homonymes, voir Rue des Bons-Enfants.
La rue des Bons-Enfants est une rue située dans le 1er arrondissement, proche du Palais-Royal et du Louvre.

## Situation et accès
Longue de 134 mètres, orientée sud-nord, elle commence au 192, rue Saint-Honoré et finit au 13, rue du Colonel-Driant. La circulation y est en sens unique.
Le quartier est desservi par les lignes de métro 1 et 7 à la station Palais-Royal - Musée du Louvre.

## Origine du nom
Elle est ainsi nommée car cette voie menait au collège des Bons-Enfants.

## Historique

### Création de la rue et évolution de son environnement
Au XIIe siècle, la rue est nommée « chemin qui va à Clichy ». 
Elle prend son nom actuel au XIIIe siècle car elle mène au collège des Bons-Enfants, fondé en 1208, en faveur de treize écoliers pauvres. Cet odonyme a son contraire exact, la rue des Mauvais-Garçons. Au XIVe siècle, elle prend le nom « rue des Escholiers-Saint-Honoré ». La rue était alors plus longue ; elle continuait plus au nord jusqu'aux jardins de l'hôtel de Toulouse. Elle était prolongée jusqu'à la rue Croix-des-Petits-Champs par la rue Baillif (rue disparue). 
Entre la rue des Bons-Enfants et l'actuelle rue des Petits-Champs, est ouverte en 1640 la rue Neuve-des-Bons-Enfants (renommée rue Radziwill en 1867 et en grande partie supprimée dans l'entre-deux-guerres),. 
En 1702, la « rue des Bons-Enfants », qui fait partie du quartier de Saint-Eustache, débute rue Saint-Honoré et se termine au coin des rues Baillif et Neuve-des-Bons-Enfants et comprend 25 maisons et 11 lanternes publiques.
Dans les années 1790, la rue Montesquieu est percée entre le débouché du passage Vérité sur la rue des Bons-Enfants et le carrefour de la rue des Petits-Champs et de la rue du Bouloi.

### L'attentat de la rue des Bons-Enfants
Le 8 novembre 1892, l'anarchiste Émile Henry, pose une bombe à l'entrée des bureaux de la compagnie minière de Carmaux. Le concierge trouve la bombe et la rapporte au commissariat au no 21 de la rue des Bons-Enfants (immeuble aujourd'hui disparu), où elle explose, y tuant cinq personnes. Une sixième décède d'une crise cardiaque.
Guy Debord (1931-1994) composa une chanson sur cet attentat, La Java des Bons-Enfants, l’attribuant par fantaisie à Raymond Callemin dit « Raymond la Science », un des membres de la bande à Bonnot. Cette chanson fait partie de Pour en finir avec le travail, un recueil de chansons du prolétariat révolutionnaire paru sous forme de disque vinyle produit en 1974 par Jacques Le Glou et réédité en CD en 1998.

### Le raccourcissement de la rue
Au début du XXe siècle, la moitié nord de la rue est supprimée afin de permettre l'extension de la Banque de France jusqu'à la rue du Colonel-Driant nouvellement percée. 
Afin de créer cette rue, la Chancellerie d'Orléans (au no 19) est détruite. En 1919, les immeubles à l'angle avec la rue Saint-Honoré sont détruits et Georges Vaudoyer construit un immeuble afin d'abriter les réserves des Grands Magasins du Louvre. 
En 1945, l'État fait raser les immeubles compris entre ce bâtiment (acquis par l'État en 1941), la rue Montesquieu, la rue des Bons-Enfants et la rue Croix-des-Petits-Champs.
Entre juin 1956 et octobre 1961, Olivier Lahalle y édifie une nouvelle cité administrative. Réhabilité en 2000-2004, cet ensemble abrite actuellement des services du ministère de la Culture (site des Bons-Enfants). Il a été construit à l'emplacement de l'ancien cloître Saint-Honoré, accessible depuis la rue des Bons-Enfants par un passage sous le no 8.

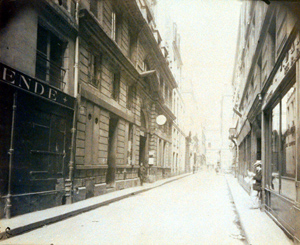
La partie nord de la rue, disparue au début du XXe siècle.
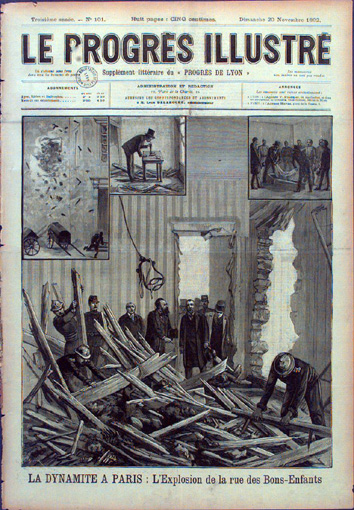
L'explosion de la rue des Bons-Enfants (1892).
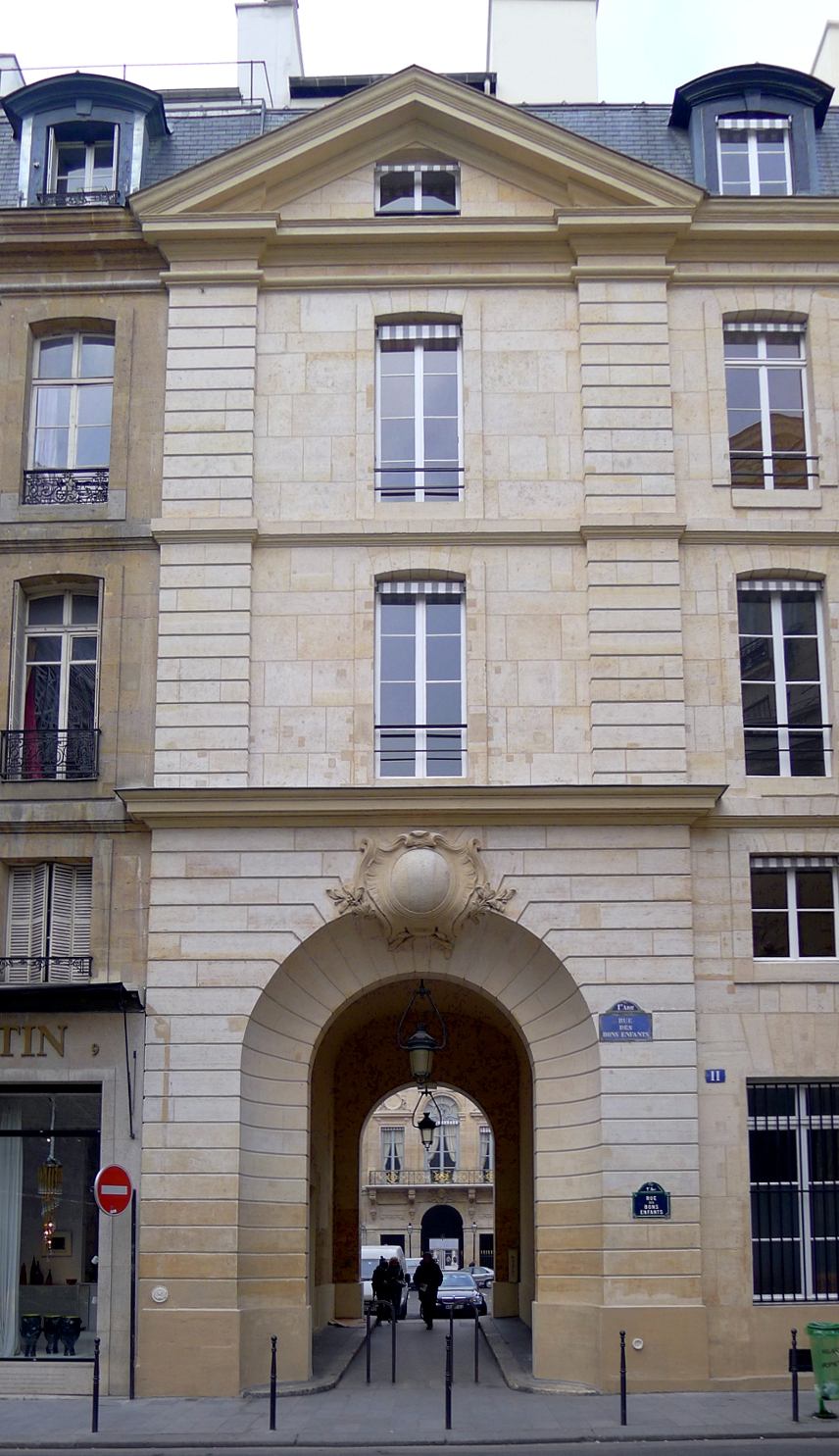
Le 11, rue des Bons-Enfants avec le passage Vérité permettant l'accès à la place de Valois.

## Bâtiments remarquables et lieux de mémoire
- Du no 7 au no 17 : immeubles dont les façades et toitures, ainsi que celles sur la place de Valois et la rue de Valois, sont inscrites aux monuments historiques[9],[10],[11],[12],[13].
- No 7 : l’étroitesse de la partie gauche du bâtiment est due à l’empreinte de l’ancien « passage Henri IV ». Celui-ci, ouvert en 1822, est à l’emplacement de la scène de théâtre où Molière joua entre 1661 et 1673[14].

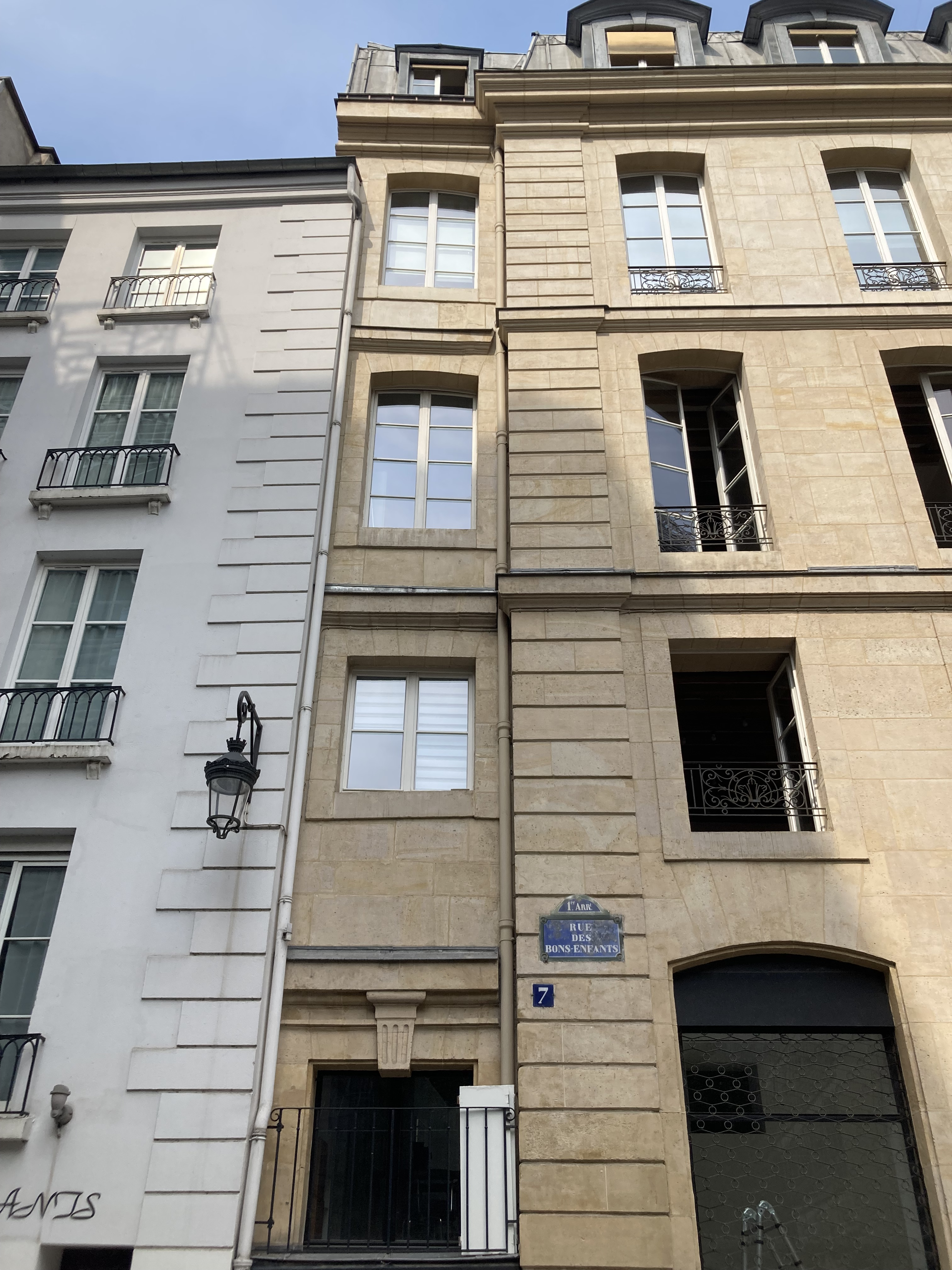
No 7 : immeuble à l’emplacement du passage Henri IV.

- No 13 : domicile du poète Jean-Pierre Claris de Florian (1755-1794)[15].
- No 19 : emplacement de l’hôtel de la Chancellerie d'Orléans, monument classé en 1914 puis déclassé et détruit[16].
- No 24, à l’angle de la rue du Colonel-Driant : une des entrées des anciens locaux de police. Le 8 novembre 1892, durant les grèves de Carmaux de 1892-1895, un colis suspect est découvert à l’entrée des bureaux parisiens de la Compagnie minière de Carmaux. Il est apporté à ce commissariat et explose, tuant sept personnes[17].
- L'hôtel d'Elbœuf, résidence des ducs d'Elbœuf, se trouvait dans cette rue depuis le XVIe siècle au moins (acte de 1583[réf. nécessaire]).
- L'hôtel de la Roche-Guyon, aujourd'hui disparu (actuelle site de la Banque de France).
- Le peintre François Lemoyne (1688-1737) y avait son domicile où il se suicida le 4 juin 1737 après avoir achevé au château de Versailles le plafond du salon d'Hercule[18].

## Pour approfondir